# Edgar Shannon Anderson
Edgar Shannon Anderson (Forestville, Nova Iorque, 9 de novembro de 1897 — 1969) foi um botânico norteamericano presidente da Sociedade Botânica da América, membro da  Academia de Artes e Ciências dos Estados Unidos (1934), da  Academia Nacional de Ciências dos Estados Unidos (1954) e da Sociedade Para o Estudo da Evolução. Anderson também foi agraciado pela Medalha Darwin-Wallace em 1958.

## Biografia

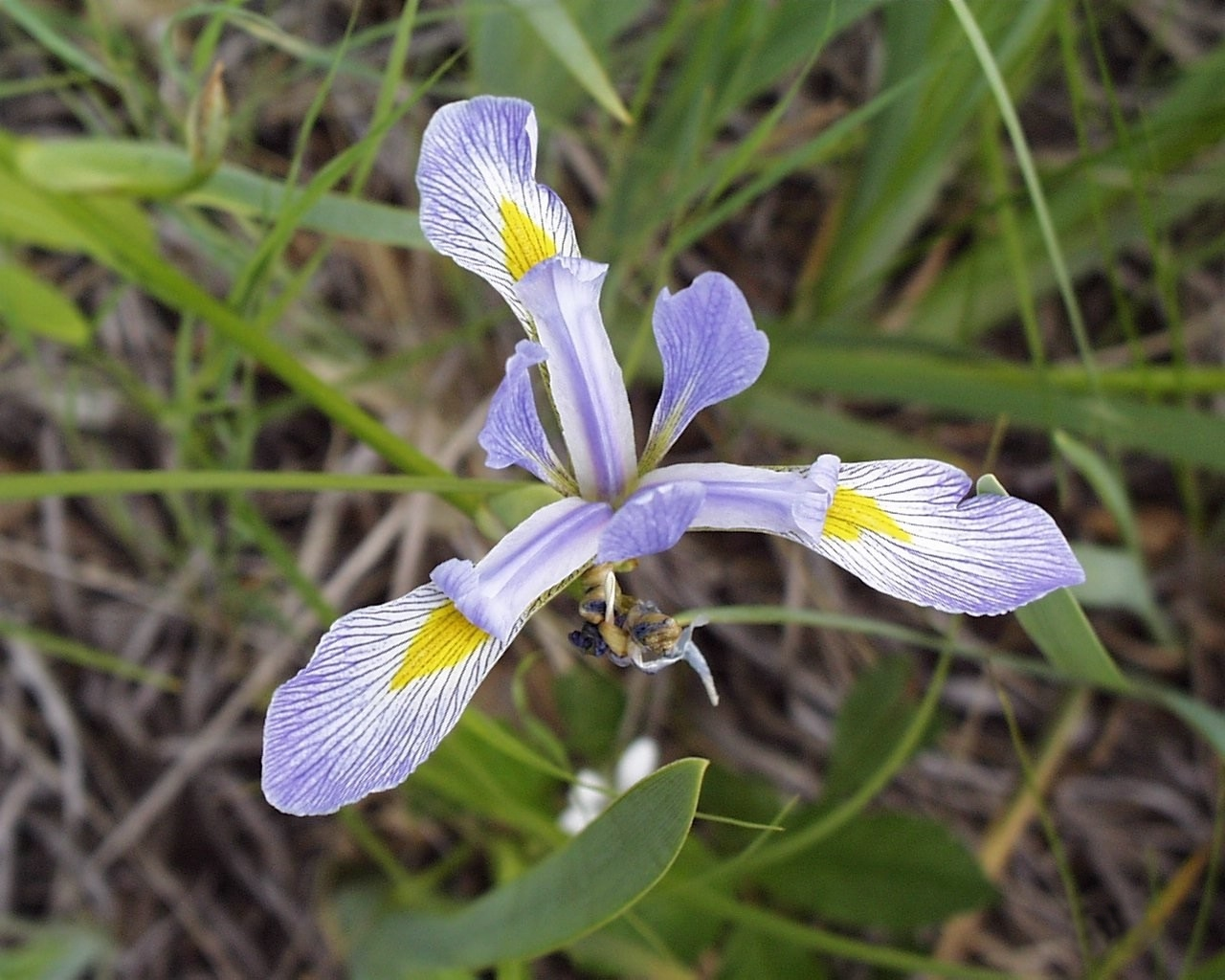
Iris versicolor

Anderson nasceu em Forestville (Nova Iorque), quando tinha três anos sua família mudou-se para East Lansing (Michigan), onde seu pai tinha aceitado uma posição para ensinar pecuária leiteira. Em 1914, Anderson entrou Universidade Estadual de Michigan para estudar botânica e horticultura. Depois de concluir sua graduação, ele se juntou à Reserva Naval e em 1919 ele aceitou uma posição para realizar pós-graduação no Instituto Bussey da Universidade de Harvard. Seus estudos foram supervisionados pelo geneticista Edward Murray East e foi titulado com um mestrado em 1920 e um doutorado em 1922, em genética agrícola.

Gráfico de dispersão do conjunto de dados da Íris de Fisher

Após a conclusão do doutorado ele aceitou uma posição como um geneticista do Jardim Botânico de Missouri e foi nomeado professor assistente de botânica da Universidade de Washington em St. Louis. Sua pesquisa foi focada no desenvolvimento de técnicas para quantificar a variação geográfica em Iris versicolor. Em 1929 ele recebeu uma bolsa para realizar estudos no Centro John Innes (JIC), na Grã-Bretanha, onde trabalhou com o citogeneticista Cyril Dean Darlington, o estatístico Ronald Fisher e o geneticista J. B. S. Haldane. Os dados de Anderson definiram três espécies de íris, utilizado por Fisher como um exemplo com o qual demonstrou por métodos estatísticos de classificação.
Em 1954, Anderson foi nomeado diretor do Jardim Botânico de Missouri, um papel que ele abdicou depois de pouco mais de dois anos para voltar a sua antiga cidade sob o título de Curador de Plantas Úteis. Após aposentar-se em 1967, ele continuou a trabalhar no Missouri até à sua morte, no seu local de trabalho, em 1969, em consequência de doença .